# Gynoplistia wakefieldi
Gynoplistia wakefieldi là một loài ruồi trong họ Limoniidae. Chúng phân bố ở miền Australasia.